# Michael August Schichtl
Michael August Schichtl (né le 22 octobre 1851 à Munich et décédé le 16 février 1911 dans la même ville) est un célèbre forain bavarois et plus précisément un illusionniste.
August Schichtl est issu d’une famille d’artistes. C’est le cadet de sa famille. Son père s’appelle Ignatz, sa mère Barbara. Il apprend d’abord à faire des corbeilles, mais il s’intéresse surtout à la magie. Son frère Franz August venait d’ailleurs de terminer une formation dans le domaine.
En 1869, il ouvre avec ses frères Franz August et Julius le Zaubertheater (théâtre magique). Il acquiert rapidement une renommée sur l’Oktoberfest. Son numéro le plus célèbre est la décapitation d’une personne avec une guillotine. Ce numéro est très célèbre et est encore réalisé sur l’Oktoberfest de nos jours sur la scène du même théâtre. Schichtl ne se représentait pas que sur l’Oktoberfest, il parcourait tout le sud et le centre de l’Allemagne pour participer aux fêtes foraines locales.
Il était marié à Eleonore Karl (1855-1922), fille d’une funambule. Ensemble, ils ont une fille Mariele, qui décède en 1907 à l’âge de 13 ans.
Michael August Schichtl est enterré au cimetière Waldfriedhof de Munich le 18 février 1911. Sa veuve revend le théâtre après l’Oktoberfest 1911 à son neveu par alliance Johann Eichelsdörfer (1877-1954).